# Ledjanaja (Taimyra)
Die Ledjanaja (russisch Ледяная; „Eis-Fluss“) ist ein etwa 47 km langer Zufluss des Taimyrsees auf der Taimyrhalbinsel in Nord-Sibirien, im äußersten Norden der russischen Region Krasnojarsk.

## Verlauf
Die Ledjanaja entspringt im Byrrangagebirge. Sie fließt anfangs in einem Rechtsbogen aus dem Bergland und wendet sich etwa ab Flusskilometer 35 nach Osten.
Bei Flusskilometer 15 trifft die Krasnaja von Norden kommend auf die Ledjanaja. Diese mündet schließlich in die Ledjanaja-Bucht im äußersten Westen des Taimyrsees. Die Ledjanaja verläuft im Naturschutzgebiet Taimyrski Sapowednik.

## Einzugsgebiet
Die Ledjanaja entwässert ein etwa 1000 km² großes Gebiet. Das Einzugsgebiet grenzt im Norden an das der Ugolnaja, ein Zufluss der Unteren Taimyra sowie im Westen und im Süden an das der Oberen Taimyra und deren Zuflusses Große Bootankaga.

## Hydrologie
Die Flüsse der Region sind gewöhnlich zwischen Oktober und Anfang Juni eisbedeckt.